# 近世邦楽
近世邦楽（きんせいほうがく）は日本の近世期（織豊期～江戸期）にかけて発生、もしくは飛躍的に発達した音楽の総称。
以下に掲げるのは、現存、廃絶の別を問わず近世期に生れた邦楽分野、およびこの期間に世人にひろく流行した邦楽分野である。(一部重複)

## 能楽
- 謡曲

シテ方
観世流
宝生流
金剛流
金春流
喜多流
ワキ方
進藤流
春藤流
福王流
高安流
宝生流

## 三味線音楽
- 唄もの

地歌(地唄)（上方地唄）
長唄
荻江節
- 語りもの（浄瑠璃）

古浄瑠璃
義太夫節
大薩摩節
繁太夫節
半太夫節
河東節
一中節
豊後節
宮薗節※別名、薗八節とも
常磐津節
富本節
新内節
清元節
竹本（チョボ・）（義太夫節の一分流）
- 俗謡

端唄
小唄
うた沢※流儀によって「哥沢」「歌沢」と用いる字が違う
俗曲
上方歌

## 三曲
- 地歌

柳川流
野川流
- 箏曲

筑紫箏(筑紫流)
八橋流
生田流
山田流
- 胡弓楽

藤植流
政島流
松翁流
京都派
吉沢(名古屋)派
- 一節切

- 尺八楽

明暗流
琴古流

## 琵琶楽
薩摩琵琶
筑前琵琶(明治以降)

## 二弦琴
八雲琴

## その他
隆達小歌
明清楽
琴學（七絃琴）